# 53-65
«53-65» — 533-мм советская противокорабельная парогазовая перекисно-водородная торпеда. Принята на вооружение в 1965 году. На 2022 год остаётся на вооружении ВМФ России в модификации 53-65К.

## Разработка
Разработана сотрудниками ОКБ Машиностроительного завода им. С. М. Кирова (Казахская ССР, Алма-Ата) — флагмана Советского торпедостроения (к концу 1980-х годов производили 18 разновидностей тепловых торпед, проходили отработку 650-мм боеприпасы и «Шквал»). После распада Советского Союза документация передана (продана?) на «Завод Двигатель» (концерн «Морское подводное оружие — Гидроприбор»).

## Описание
Энергосиловая установка имеет две камеры сгорания. Скорость хода могла изменяться от 68,5 узлов при дальности хода 12 км и до 44 узлов при дальности хода 22 км.
Система наведения — акустическая активная по кильватерному следу корабля-цели с вертикальным лоцированием. Взрыватель — электромагнитный неконтактный.
В 1969 году торпеда была модернизирована в целях повышения эксплуатационной надёжности энергосиловой установки (шифр 53-65М). С 1969 года выпускалась также модификация 53-65К, сконструированная по инициативе КБ торпедного завода им. С. М. Кирова и отличавшаяся от 53-65 установкой однорежимного кислородного двигателя и применением отработанных решений от торпед 53-56, 53-57, 53-58, 53-56ВА и 53-61. Торпеда 53-65К по тактико-техническим параметрам сравнялась с 53-65М, а по эксплуатационным характеристикам превзошла её. Именно простота конструкции при достойных характеристиках обеспечили неприхотливость и низкую стоимость торпед 53-65К, сделав её одной из наиболее массовых торпед ВМФ СССР: к началу 1980-х годов составляла половину торпедного боекомплекта ВМФ СССР, а после — РФ. Опытная партия в считанные месяцы завоевала популярность во всех флотах Союза по причине простоты эксплуатации и неприхотливости. Поставлялась в ряд зарубежных государств (Индия, Куба, Болгария и др.) в варианте 53-65КЭ.
Торпеда 53-65К модернизации 2011 года состоит на вооружении ВМФ РФ.